# Parc quasi national d'Abashiri
Le parc quasi national d'Abashiri (網走国定公園, Abashiri Kokutei Kōen) est un parc quasi national situé sur la côte Nord-Est de l'île de Hokkaidō au Japon. Créé le 1er juillet 1958, il s'étend sur 372,61 km2.